# Emma de Italia
Emma de Italia (948-?) fue reina consorte de Francia Occidental, como esposa del rey Lotario de Francia, con quien se casó en el año 965. Su hijo, Luis V, fue el último rey carolingio.

## Biografía
Nacida alrededor del año 948, Emma fue la única hija de Lotario II de Italia y de la reina Adelaida de Italia. Su padre fue envenenado en el año 950 por su rival político, Berengario II de Italia. Berengario trató de casarse con la madre de Emma, que tenía derecho a heredar el reino, en beneficio de su propio hijo. No obstante, ella lo desafió y se casó con el rey alemán Otón I del Sacro Imperio, naciendo de esta unión el futuro emperador Otón II del Sacro Imperio.
En el año 977, la reina Emma fue acusada por su cuñado, el duque Carlos de la Baja Lorena, de haber sido infiel a su esposo con Ascelin, obispo de Laon. La reina y el obispo fueron exonerados por el sínodo de Sainte-Macre, encabezado por Adalberon, arzobispo de Reims, y Carlos fue expulsado de Francia Occidental. Con el objetivo de asegurar la sucesión de su hijo, Emma convenció a su marido para que lo coronara como correy. Lotario lo hizo, pero se negó a permitirle que tuviera poder real.
El matrimonio de Emma con Lotario estuvo marcado por las hostilidades entre su marido y su hermanastro Otón II, ya que cada uno invadía los territorios del otro y trataban de desestabilizarse mutuamente, a menudo a través del hermano de Lotario, Carlos que, como duque de Baja Lorena, era un vasallo del emperador Otón II. No obstante, los últimos años de su matrimonio vieron la paz entre Lotario y su familia; cuando Otón II falleció, su marido incluso actuó de protector de su joven sobrino, Otón III.
Lotario falleció el 2 de marzo del año 986, y su hijo Luis se convirtió en rey. Sin embargo, éste expulsó rápidamente a Emma y al obispo Ascelin de Laon de la corte, acusándolos de haber envenenado a Lotario. Luis V falleció el 22 de mayo del año 987, sin dejar herederos. En los meses siguientes, el cuñado de Emma, Carlos, tomó la capital real de Laon y se declaró rey; Hugo Capeto, duque de los francos, fue elegido y coronado rey por las cortes de Adalberon, el 3 de julio del año 987. En los conflictos resultantes, Ascelin traiciónó a Carlos en favor de Hugo Capeto, por lo que el último carolingio fue encarcelado en la ciudad de Orléans.
Poco se sabe sobre la vida de Emma después de la muerte de su hijo; se cree que falleció en un convento de Borgoña o que pudo haberse casado con el duque Boleslao II de Bohemia y que posiblemente tuvo un hijo llamado Oldrich.